# Thalassiosira pseudonana
Thalassiosira pseudonana é uma espécie de diatomácea marinha centrica. Foi eleita a primeira espécie de fitoplâncton eucariota marinha à qual se faria uma sequenciação genómica completa. Foi seleccionada para este estudo porque é um modelo para estudos sobre fisiologia de diatomáceas pertencente a um género de ampla distribuição nos oceanos e possui um genoma relativamente pequeno de 34 mega pares de bases. Posteriormente sequenciou-se também a diatomácea Phaeodactylum tricornutum. Os cientistas estão a investigar a absorção de luz das diatomáceas, utilizando como modelos as diatomáceas Thalassiosira. Uma forma modificada desta diatomácea foi considerada como um potencial veículo para a administração de fármacos no tratamento do cancro com fármacos de quimioterapia que são pouco solúveis em água.
O clone de T. pseudonana que foi sequenciado foi o CCMP 1335 e está disponível no National Center for Marine Algae and Microbiota do Bigelow Laboratory for Ocean Sciences de Maine, Estados Unidos. Este clone foi colectado originalmente em 1958 em Moriches Bay (Long Island, Nova York) e foi continuamente mantido em cultivo.